# 瓦尼亞卡瓜山
15°19′48″S 72°14′30″W / 15.33000°S 72.24167°W
瓦尼亞卡瓜山（Huañacagua），是秘魯的山峰，位於該國南部阿雷基帕大區的卡斯蒂利亞省，處於丘瓦紐馬山西北面、阿塞魯塔山西南面，屬於安第斯山脈的一部分，海拔高度約5,200米。